# Zonulispira
Zonulispira é um gênero de gastrópodes pertencente a família Pseudomelatomidae.

## Espécies
- Zonulispira chrysochildosa Shasky, 1971[2]
- Zonulispira crocata (Reeve, 1845)[3]
- Zonulispira grandimaculata (Adams C. B., 1852)[4]
- Zonulispira zonulata (Reeve, 1842)[5]

Espécies trazidas para a sinonímia
- Zonulispira dirce Dall, 1919: sinônimo de Zonulispira grandimaculata (Adams C. B., 1852)
- Zonulispira sanibelensis Bartsch & Rehder, 1939: sinônimo de Zonulispira crocata (Reeve, 1845)